# Bagler
Los bagler (en nórdico antiguo: baglar) fueron una agrupación política armada en Noruega creada en 1196, durante el período conocido como las guerras civiles noruegas. Estaba compuesta principalmente por la aristocracia noruega, clérigos y mercaderes. La facción se formó en Escania, entonces parte de Dinamarca, auspiciada por el obispo Nicholas Arnesson de Oslo y el arzobispo Erik Ivarsson de Nidaros, en la órbita del pretendiente Inge Magnusson (apodado «rey Baglar») con el fin de deponer al rey Sverre I de Noruega. Los partidarios de Sverre estaban organizados como los birkebeiner, compuestos principalmente por campesinos.
Las clases acomodadas, sobre todo de Viken, fueron el principal apoyo de los bagler. Los antecedentes de su actividad se encuentran en la ayuda que ofrecieron a Inge I de Noruega y, tras su muerte, a Magnus V de Noruega y su padre, el regente Erling Skakke. En 1240 Haakon IV de Noruega acabó con las guerras civiles, pero también debilitó el poder de la aristocracia noruega.

## Pretendientesbagler
- Inge Magnusson, 1196-1202
- Erling Steinvegg, 1204-1207
- Philip Simonsson, 1207-1217